# Copa Santa Fe 2024
La Copa Santa Fe 2024 fue la séptima edición de esa competición oficial, organizada por la Federación Santafesina de Fútbol, en la que participan los equipos de la provincia de Santa Fe de todas las divisiones del fútbol argentino junto con los representantes de cada liga regional de la provincia.
Consagró campeón a la Asociación Deportiva Juventud de Esperanza, club afiliado a la Liga Esperancina de Fútbol, que logró de esta manera su primer título. Con esta coronación, se consolidó como el primer equipo en quedarse con la Copa Santa Fe sin pertenecer a una categoría superior de AFA, el primero en disputar todas las etapas de la copa y el primero en ganar el torneo habiendo competido en cada una de sus etapas.

## Formato
El torneo se desarrolló plenamente bajo un formato de eliminación directa donde cada equipo enfrentaba a su rival de turno a partido único o en partidos de ida y vuelta. Si una serie finalizó empatada en el global, se definió por penales.
En la primera etapa, los representantes de las 19 ligas regionales se enfrentaron en llaves a doble partido. Los ganadores avanzaron a la segunda etapa en la que se les sumaron un equipo participante del Torneo Regional Federal Amateur y diez representantes de la Copa Federación. En la tercera etapa, a los equipos clasificados de la segunda etapa se les sumaron los tres equipos participantes del Torneo Federal A, los dos equipos participantes de la Primera C y los otros dos equipos representantes de la Copa Federación.
En la fase final, a los equipos clasificados de la tercera etapa se les sumaron los equipos participantes de la Primera División y la Primera Nacional. A partir de aquí, los 16 equipos clasificados disputaron una serie de eliminatorias (compuestas por octavos de final, cuartos de final, semifinales y final) hasta consagrar al campeón.
|                         |                         |                            | Equipos que entraron en esta fase                                                                 | Equipos que provenían de la fase anterior      |
| ----------------------- | ----------------------- | -------------------------- | ------------------------------------------------------------------------------------------------- | ---------------------------------------------- |
| Fase inicial            | Fase inicial            | Primera etapa (38 equipos) | - 38 equipos de las ligas regionales.                                                             |                                                |
| Fase inicial            | Fase inicial            | Segunda etapa (30 equipos) | - 1 equipo del Torneo Regional Federal Amateur. - 10 equipos de la Copa Federación.               | - 19 equipos clasificados de la primera etapa. |
| Fase inicial            | Fase inicial            | Tercera etapa (22 equipos) | - 3 equipos del Torneo Federal A. - 2 equipos de la Primera C. - 2 equipos de la Copa Federación. | - 15 equipos clasificados de la segunda etapa. |
| Fase final (16 equipos) | Fase final (16 equipos) | Fase final (16 equipos)    | - 3 equipos de la Primera División. - 2 equipos de la Primera Nacional.                           | - 11 equipos clasificados de la tercera etapa. |

## Equipos participantes
| Liga                                                                                        | Equipo | Ciudad | Departamento |                                 |                                 |                                 |
| Divisiones del fútbol argentino                                                             | Divisiones del fútbol argentino | Divisiones del fútbol argentino                                                                                                | Divisiones del fútbol argentino | Divisiones del fútbol argentino | Divisiones del fútbol argentino | Divisiones del fútbol argentino |
| ------------------------------------------------------------------------------------------- | --- | --- | --- | ------------------------------- | ------------------------------- | ------------------------------- |
| Primera División 1.ª categoría 3 equipos                                                    | Newell's Old Boys Rosario Central Unión | Rosario Santa Fe | Rosario La Capital |                                 |                                 |                                 |
| Primera Nacional 2.ª categoría 2 equipos                                                    | Atlético de Rafaela Colón | Rafaela Santa Fe | Castellanos La Capital |                                 |                                 |                                 |
| Torneo Federal A 3.ª categoría para clubes indirectamente afiliados 3 equipos               | Sportivo Las Parejas 9 de Julio Unión | Las Parejas Rafaela Sunchales                                                                                                  | Belgrano Castellanos |                                 |                                 |                                 |
| Primera C 4.ª categoría para clubes directamente afiliados 2 equipos                        | Argentino Central Córdoba | Rosario | Rosario |                                 |                                 |                                 |
| Torneo Regional Federal Amateur 4.ª categoría para clubes indirectamente afiliados 1 equipo | Peñarol | Rafaela | Castellanos |                                 |                                 |                                 |
| Ligas regionales de Santa Fe                                                                | | | |                                 |                                 |                                 |
| Asociación Rosarina de Fútbol 2 equipos                                                     | Unión Coronel Aguirre | Álvarez Villa Gobernador Gálvez                                                                                                | Rosario |                                 |                                 |                                 |
| Liga Cañadense de Fútbol 2 equipos                                                          | Defensores de Armstrong Almafuerte | Armstrong Las Rosas | Belgrano |                                 |                                 |                                 |
| Liga Casildense de Fútbol 2 equipos                                                         | Belgrano Racing | Arequito Villada | Caseros |                                 |                                 |                                 |
| Liga de Fútbol Regional del Sud 2 equipos                                                   | Unión Porvenir Talleres | Arroyo Seco Villa Constitución                                                                                                 | Rosario Constitución |                                 |                                 |                                 |
| Liga Departamental de Fútbol San Martín 2 equipos                                           | Americano Atlético San Jorge | Carlos Pellegrini San Jorge | San Martín |                                 |                                 |                                 |
| Liga Deportiva del Sur 2 equipos                                                            | Los Andes Independiente | Alcorta Bigand | Constitución Caseros |                                 |                                 |                                 |
| Liga Esperancina de Fútbol 2 equipos                                                        | Juventud Argentino | Esperanza Franck | Las Colonias |                                 |                                 |                                 |
| Liga Galvense de Fútbol 2 equipos                                                           | Unión Atlético Belgrano | Bernardo de Irigoyen Colonia Belgrano                                                                                          | San Jerónimo San Martín |                                 |                                 |                                 |
| Liga Interprovincial de Fútbol 2 equipos                                                    | Huracán Centenario | Los Quirquinchos San José de la Esquina                                                                                        | Caseros |                                 |                                 |                                 |
| Liga Ocampense de Fútbol 2 equipos                                                          | Tiro Federal Huracán | Las Toscas Villa Ocampo | General Obligado |                                 |                                 |                                 |
| Liga Rafaelina de Fútbol 2 equipos                                                          | Ben Hur Sportivo Norte | Rafaela | Castellanos |                                 |                                 |                                 |
| Liga Reconquistense de Fútbol 2 equipos                                                     | Barrio Norte Matienzo | Avellaneda Romang | General Obligado San Javier |                                 |                                 |                                 |
| Liga Regional Ceresina de Fútbol 2 equipos                                                  | Ferro Dho Libertad Trinidad | San Cristóbal Villa Trinidad                                                                                                   | San Cristóbal |                                 |                                 |                                 |
| Liga Regional Paivense de Fútbol 2 equipos                                                  | Colón Polideportivo Llambi Campbell | Emilia Llambi Campbell | La Capital |                                 |                                 |                                 |
| Liga Regional Sanlorencina de Fútbol 2 equipos                                              | Defensores de Villa Cassini General San Martín | Capitán Bermúdez Puerto General San Martín                                                                                     | San Lorenzo |                                 |                                 |                                 |
| Liga Regional Totorense de Fútbol 2 equipos                                                 | Juventud Unida Provincial | Barrancas Salto Grande | San Jerónimo Iriondo |                                 |                                 |                                 |
| Liga Santafesina de Fútbol 2 equipos                                                        | Colón Náutico El Quillá | San Justo Santa Fe | San Justo La Capital |                                 |                                 |                                 |
| Liga Venadense de Fútbol 2 equipos                                                          | Atlético Elortondo Jorge Newbery | Elortondo Venado Tuerto | General López |                                 |                                 |                                 |
| Liga Verense de Fútbol 2 equipos                                                            | Giuliani FC Huracán | Gobernador Crespo Vera | San Justo Vera |                                 |                                 |                                 |
| Copa Federación                                                                             | | | |                                 |                                 |                                 |
| Copa Federación 2024 Competencia provincial 12 equipos                                      | Tiro Federal Argentino Las Parejas Atlético Susanense AC Montes de Oca Ferrocarril del Estado Atlético y Tiro Reconquista Racing Libertad Belgrano Racing Atlético Tostado Juventud Pueyrredón | Felicia Las Parejas María Susana Montes de Oca Rafaela Reconquista San Jerónimo Norte Serodino Teodelina Tostado Venado Tuerto | Las Colonias Belgrano San Martín Belgrano Castellanos General Obligado Las Colonias Iriondo General López Nueve de Julio General López |                                 |                                 |                                 |

## Fase inicial

### Cuadros de desarrollo

#### Llave A
|  | Primera etapa     | Primera etapa           | Primera etapa     | Primera etapa    |       |       | Segunda etapa    | Segunda etapa    | Segunda etapa    | Segunda etapa    |  |                    | Tercera etapa            | Tercera etapa            | Tercera etapa            | Tercera etapa            |  |
|  | 19 al 26 de mayo  | 19 al 26 de mayo        | 19 al 26 de mayo  | 19 al 26 de mayo |       |       | 7 al 17 de junio | 7 al 17 de junio | 7 al 17 de junio | 7 al 17 de junio |  |                    | 30 de junio y 7 de julio | 30 de junio y 7 de julio | 30 de junio y 7 de julio | 30 de junio y 7 de julio |  |
|  |                   |                         |                   |                  |       |       |                  |                  |                  |                  |  |                    |                          |                          |                          |                          |  |
|  |                   |                         |                   |                  |       |       |                  |                  |                  |                  |  |                    |                          |                          |                          |                          |  |
|  |                   |                         |                   |                  |       |       |                  |                  |                  |                  |  |                    |                          |                          |                          |                          |  |
|  |                   |                         |                   |                  |       |       |                  |                  |                  |                  |  |                    |                          |                          |                          |                          |  |
|  |                   |                         |                   |                  |       |       |                  |                  |                  |                  |  |                    |                          |                          |                          |                          |  |
|  |                   | Atlético y Tiro R. (p.) | 1                 | 3                | 4 (5) |       |                  |                  |                  |                  |  |                    |                          |                          |                          |                          |  |
|  |                   |                         |                   |                  | 4 (5) |       |                  |                  |                  |                  |  |                    |                          |                          |                          |                          |  |
|  |                   |                         | Barrio Norte (A)  | 2                | 2     | 4 (4) |                  |                  |                  |                  |  |                    |                          |                          |                          |                          |  |
|  | Barrio Norte (A)  | 1                       | Barrio Norte (A)  | 2                | 2     | 4 (4) | 1                | 2                |                  |                  |  |                    |                          |                          |                          |                          |  |
|  | Barrio Norte (A)  | 1                       |                   |                  |       |       |                  |                  |                  |                  |  |                    |                          |                          |                          |                          |  |
|  | Tiro Federal (LT) | 1                       | 0                 | 1                |       |       |                  |                  |                  |                  |  |                    |                          |                          |                          |                          |  |
|  | Tiro Federal (LT) | 1                       | 0                 | 1                |       |       |                  |                  |                  |                  |  | Atlético y Tiro R. | 3                        | 3                        | 6                        |                          |  |
|  |                   |                         |                   |                  |       |       |                  |                  |                  |                  |  | Atlético y Tiro R. | 3                        | 3                        | 6                        |                          |  |
|  |                   |                         | Matienzo (Romang) | 1                | 0     | 1     |                  |                  |                  |                  |  |                    |                          |                          |                          |                          |  |
|  |                   |                         | Matienzo (Romang) | 1                | 0     | 1     |                  |                  |                  |                  |  |                    |                          |                          |                          |                          |  |
|  |                   |                         |                   |                  |       |       |                  |                  |                  |                  |  |                    |                          |                          |                          |                          |  |
|  |                   |                         |                   |                  |       |       |                  |                  |                  |                  |  |                    |                          |                          |                          |                          |  |
|  |                   | Racing (Reconquista)    | 0                 | 2                | 2     |       |                  |                  |                  |                  |  |                    |                          |                          |                          |                          |  |
|  |                   |                         |                   |                  | 2     |       |                  |                  |                  |                  |  |                    |                          |                          |                          |                          |  |
|  |                   |                         | Matienzo (Romang) | 1                | 4     | 5     |                  |                  |                  |                  |  |                    |                          |                          |                          |                          |  |
|  | Huracán (VO)      | 0                       | Matienzo (Romang) | 1                | 4     | 5     | 0                | 0                |                  |                  |  |                    |                          |                          |                          |                          |  |
|  | Huracán (VO)      | 0                       |                   |                  |       |       |                  |                  |                  |                  |  |                    |                          |                          |                          |                          |  |
|  | Matienzo (Romang) | 1                       | 0                 | 1                |       |       |                  |                  |                  |                  |  |                    |                          |                          |                          |                          |  |
|  | Matienzo (Romang) | 1                       | 0                 | 1                |       |       |                  |                  |                  |                  |  |                    |                          |                          |                          |                          |  |
|  |                   |                         |                   |                  |       |       |                  |                  |                  |                  |  |                    |                          |                          |                          |                          |  |

- Nota: En cada llave, el equipo que ocupa la primera línea es el que define la serie como local.

#### Llave B
|  | Primera etapa   | Primera etapa   | Primera etapa   | Primera etapa   |   |       | Segunda etapa   | Segunda etapa         | Segunda etapa   | Segunda etapa   |       |  | Tercera etapa            | Tercera etapa            | Tercera etapa            | Tercera etapa            |  |
|  | 19 y 26 de mayo | 19 y 26 de mayo | 19 y 26 de mayo | 19 y 26 de mayo |   |       | 9 y 16 de junio | 9 y 16 de junio       | 9 y 16 de junio | 9 y 16 de junio |       |  | 30 de junio y 7 de julio | 30 de junio y 7 de julio | 30 de junio y 7 de julio | 30 de junio y 7 de julio |  |
|  |                 |                 |                 |                 |   |       |                 |                       |                 |                 |       |  |                          |                          |                          |                          |  |
|  |                 |                 |                 |                 |   |       |                 |                       |                 |                 |       |  |                          |                          |                          |                          |  |
|  |                 |                 |                 |                 |   |       |                 |                       |                 |                 |       |  |                          |                          |                          |                          |  |
|  |                 |                 |                 |                 |   |       |                 |                       |                 |                 |       |  |                          |                          |                          |                          |  |
|  |                 |                 |                 |                 |   |       |                 |                       |                 |                 |       |  |                          |                          |                          |                          |  |
|  |                 |                 |                 |                 |   |       |                 |                       |                 |                 |       |  |                          |                          |                          |                          |  |
|  |                 |                 |                 |                 |   |       |                 |                       |                 |                 |       |  |                          |                          |                          |                          |  |
|  |                 |                 |                 |                 |   |       |                 |                       |                 |                 |       |  |                          |                          |                          |                          |  |
|  |                 |                 |                 |                 |   |       |                 |                       |                 |                 |       |  |                          |                          |                          |                          |  |
|  |                 |                 |                 |                 |   |       |                 |                       |                 |                 |       |  |                          |                          |                          |                          |  |
|  |                 |                 |                 |                 |   |       |                 |                       |                 |                 |       |  |                          |                          |                          |                          |  |
|  |                 |                 |                 |                 |   |       |                 | Atlético Tostado (p.) | 2               | 1               | 3 (4) |  |                          |                          |                          |                          |  |
|  |                 |                 |                 |                 |   |       |                 |                       |                 |                 | 3 (4) |  |                          |                          |                          |                          |  |
|  |                 |                 | Libertad (SJN)  | 2               | 1 | 3 (3) |                 |                       |                 |                 |       |  |                          |                          |                          |                          |  |
|  |                 |                 | Libertad (SJN)  | 2               | 1 | 3 (3) |                 |                       |                 |                 |       |  |                          |                          |                          |                          |  |
|  |                 |                 |                 |                 |   |       |                 |                       |                 |                 |       |  |                          |                          |                          |                          |  |
|  |                 |                 |                 |                 |   |       |                 |                       |                 |                 |       |  |                          |                          |                          |                          |  |
|  |                 | Libertad (SJN)  | 0               | 2               | 2 |       |                 |                       |                 |                 |       |  |                          |                          |                          |                          |  |
|  |                 |                 |                 |                 | 2 |       |                 |                       |                 |                 |       |  |                          |                          |                          |                          |  |
|  |                 |                 | Ferro Dho       | 1               | 0 | 1     |                 |                       |                 |                 |       |  |                          |                          |                          |                          |  |
|  | Huracán (Vera)  | 1               | Ferro Dho       | 1               | 0 | 1     | 1               | 2                     |                 |                 |       |  |                          |                          |                          |                          |  |
|  | Huracán (Vera)  | 1               |                 |                 |   |       |                 |                       |                 |                 |       |  |                          |                          |                          |                          |  |
|  | Ferro Dho       | 1               | 3               | 4               |   |       |                 |                       |                 |                 |       |  |                          |                          |                          |                          |  |
|  | Ferro Dho       | 1               | 3               | 4               |   |       |                 |                       |                 |                 |       |  |                          |                          |                          |                          |  |
|  |                 |                 |                 |                 |   |       |                 |                       |                 |                 |       |  |                          |                          |                          |                          |  |

- Nota: En cada llave, el equipo que ocupa la primera línea es el que define la serie como local.

#### Llave C
|  | Primera etapa           | Primera etapa     | Primera etapa      | Primera etapa   |   |   | Segunda etapa   | Segunda etapa     | Segunda etapa   | Segunda etapa   |   |  | Tercera etapa            | Tercera etapa            | Tercera etapa            | Tercera etapa            |  |
|  | 20 y 26 de mayo         | 20 y 26 de mayo   | 20 y 26 de mayo    | 20 y 26 de mayo |   |   | 8 y 17 de junio | 8 y 17 de junio   | 8 y 17 de junio | 8 y 17 de junio |   |  | 26 de junio y 9 de julio | 26 de junio y 9 de julio | 26 de junio y 9 de julio | 26 de junio y 9 de julio |  |
|  |                         |                   |                    |                 |   |   |                 |                   |                 |                 |   |  |                          |                          |                          |                          |  |
|  |                         |                   |                    |                 |   |   |                 |                   |                 |                 |   |  |                          |                          |                          |                          |  |
|  |                         |                   |                    |                 |   |   |                 |                   |                 |                 |   |  |                          |                          |                          |                          |  |
|  |                         |                   |                    |                 |   |   |                 |                   |                 |                 |   |  |                          |                          |                          |                          |  |
|  |                         |                   |                    |                 |   |   |                 |                   |                 |                 |   |  |                          |                          |                          |                          |  |
|  |                         |                   |                    |                 |   |   |                 |                   |                 |                 |   |  |                          |                          |                          |                          |  |
|  |                         |                   |                    |                 |   |   |                 |                   |                 |                 |   |  |                          |                          |                          |                          |  |
|  |                         |                   |                    |                 |   |   |                 |                   |                 |                 |   |  |                          |                          |                          |                          |  |
|  |                         |                   |                    |                 |   |   |                 |                   |                 |                 |   |  |                          |                          |                          |                          |  |
|  |                         |                   |                    |                 |   |   |                 |                   |                 |                 |   |  |                          |                          |                          |                          |  |
|  |                         |                   |                    |                 |   |   |                 |                   |                 |                 |   |  |                          |                          |                          |                          |  |
|  |                         |                   |                    |                 |   |   |                 | Unión (Sunchales) | 0               | 0               | 0 |  |                          |                          |                          |                          |  |
|  |                         |                   |                    |                 |   |   |                 |                   |                 |                 | 0 |  |                          |                          |                          |                          |  |
|  |                         |                   | Peñarol (Rafaela)  | 0               | 1 | 1 |                 |                   |                 |                 |   |  |                          |                          |                          |                          |  |
|  |                         |                   | Peñarol (Rafaela)  | 0               | 1 | 1 |                 |                   |                 |                 |   |  |                          |                          |                          |                          |  |
|  |                         |                   |                    |                 |   |   |                 |                   |                 |                 |   |  |                          |                          |                          |                          |  |
|  |                         |                   |                    |                 |   |   |                 |                   |                 |                 |   |  |                          |                          |                          |                          |  |
|  |                         | Peñarol (Rafaela) | 1                  | 1               | 2 |   |                 |                   |                 |                 |   |  |                          |                          |                          |                          |  |
|  |                         |                   |                    |                 | 2 |   |                 |                   |                 |                 |   |  |                          |                          |                          |                          |  |
|  |                         |                   | Sportivo Norte (R) | 0               | 1 | 1 |                 |                   |                 |                 |   |  |                          |                          |                          |                          |  |
|  | Libertad Trinidad       | 4                 | Sportivo Norte (R) | 0               | 1 | 1 | 0               | 4 (1)             |                 |                 |   |  |                          |                          |                          |                          |  |
|  | Libertad Trinidad       | 4                 |                    |                 |   |   |                 |                   |                 |                 |   |  |                          |                          |                          |                          |  |
|  | Sportivo Norte (R) (p.) | 4                 | 0                  | 4 (3)           |   |   |                 |                   |                 |                 |   |  |                          |                          |                          |                          |  |
|  | Sportivo Norte (R) (p.) | 4                 | 0                  | 4 (3)           |   |   |                 |                   |                 |                 |   |  |                          |                          |                          |                          |  |
|  |                         |                   |                    |                 |   |   |                 |                   |                 |                 |   |  |                          |                          |                          |                          |  |

- Nota: En cada llave, el equipo que ocupa la primera línea es el que define la serie como local.

#### Llave D
|  | Primera etapa          | Primera etapa    | Primera etapa             | Primera etapa    |   |                      | Segunda etapa    | Segunda etapa    | Segunda etapa    | Segunda etapa    |  |             | Tercera etapa            | Tercera etapa            | Tercera etapa            | Tercera etapa            |  |
|  | 19 al 26 de mayo       | 19 al 26 de mayo | 19 al 26 de mayo          | 19 al 26 de mayo |   |                      | 8 al 17 de junio | 8 al 17 de junio | 8 al 17 de junio | 8 al 17 de junio |  |             | 30 de junio y 7 de julio | 30 de junio y 7 de julio | 30 de junio y 7 de julio | 30 de junio y 7 de julio |  |
|  |                        |                  |                           |                  |   |                      |                  |                  |                  |                  |  |             |                          |                          |                          |                          |  |
|  |                        |                  |                           |                  |   |                      |                  |                  |                  |                  |  |             |                          |                          |                          |                          |  |
|  | Giuliani FC            | 1                | 2                         | 3                |   |                      |                  |                  |                  |                  |  |             |                          |                          |                          |                          |  |
|  | Giuliani FC            | 1                | 2                         | 3                |   |                      |                  |                  |                  |                  |  |             |                          |                          |                          |                          |  |
|  | Poli. Llambi Campbell  | 2                | 0                         | 2                |   |                      |                  |                  |                  |                  |  |             |                          |                          |                          |                          |  |
|  | Poli. Llambi Campbell  | 2                | 0                         | 2                |   | Giuliani FC          | 1                | 2                | 3                |                  |  |             |                          |                          |                          |                          |  |
|  |                        |                  |                           |                  |   | Giuliani FC          | 1                | 2                | 3                |                  |  |             |                          |                          |                          |                          |  |
|  |                        |                  | Colón (San Justo)         | 1                | 1 | 2                    |                  |                  |                  |                  |  |             |                          |                          |                          |                          |  |
|  | Colón (San Justo)      | 7                | Colón (San Justo)         | 1                | 1 | 2                    | 5                | 12               |                  |                  |  |             |                          |                          |                          |                          |  |
|  | Colón (San Justo)      | 7                |                           |                  |   |                      |                  |                  |                  |                  |  |             |                          |                          |                          |                          |  |
|  | Colón (Emilia)         | 1                | 0                         | 1                |   |                      |                  |                  |                  |                  |  |             |                          |                          |                          |                          |  |
|  | Colón (Emilia)         | 1                | 0                         | 1                |   |                      |                  |                  |                  |                  |  | Giuliani FC | 1                        | 2                        | 3 (3)                    |                          |  |
|  |                        |                  |                           |                  |   |                      |                  |                  |                  |                  |  | Giuliani FC | 1                        | 2                        | 3 (3)                    |                          |  |
|  |                        |                  | Juventud (Esperanza) (p.) | 1                | 2 | 3 (4)                |                  |                  |                  |                  |  |             |                          |                          |                          |                          |  |
|  | Unión (BdI)            | 1                | Juventud (Esperanza) (p.) | 1                | 2 | 3 (4)                | 1                | 2                |                  |                  |  |             |                          |                          |                          |                          |  |
|  | Unión (BdI)            | 1                |                           |                  |   |                      |                  |                  |                  |                  |  |             |                          |                          |                          |                          |  |
|  | Juventud (Esperanza)   | 5                | 1                         | 6                |   |                      |                  |                  |                  |                  |  |             |                          |                          |                          |                          |  |
|  | Juventud (Esperanza)   | 5                | 1                         | 6                |   | Juventud (Esperanza) | 2                | 1                | 3                |                  |  |             |                          |                          |                          |                          |  |
|  |                        |                  |                           |                  |   | Juventud (Esperanza) | 2                | 1                | 3                |                  |  |             |                          |                          |                          |                          |  |
|  |                        |                  | Ben Hur                   | 2                | 0 | 2                    |                  |                  |                  |                  |  |             |                          |                          |                          |                          |  |
|  | Ben Hur                | 3                | Ben Hur                   | 2                | 0 | 2                    | 3                | 6                |                  |                  |  |             |                          |                          |                          |                          |  |
|  | Ben Hur                | 3                |                           |                  |   |                      |                  |                  |                  |                  |  |             |                          |                          |                          |                          |  |
|  | Atlético Belgrano (CB) | 0                | 0                         | 0                |   |                      |                  |                  |                  |                  |  |             |                          |                          |                          |                          |  |
|  | Atlético Belgrano (CB) | 0                | 0                         | 0                |   |                      |                  |                  |                  |                  |  |             |                          |                          |                          |                          |  |
|  |                        |                  |                           |                  |   |                      |                  |                  |                  |                  |  |             |                          |                          |                          |                          |  |

- Nota: En cada llave, el equipo que ocupa la primera línea es el que define la serie como local.

#### Llave E
|  | Primera etapa      | Primera etapa    | Primera etapa     | Primera etapa   |   |   | Segunda etapa   | Segunda etapa   | Segunda etapa   | Segunda etapa   |   |  | Tercera etapa  | Tercera etapa  | Tercera etapa  | Tercera etapa  |  |
|  | 19 y 26 de mayo    | 19 y 26 de mayo  | 19 y 26 de mayo   | 19 y 26 de mayo |   |   | 9 y 17 de junio | 9 y 17 de junio | 9 y 17 de junio | 9 y 17 de junio |   |  | 2 y 9 de julio | 2 y 9 de julio | 2 y 9 de julio | 2 y 9 de julio |  |
|  |                    |                  |                   |                 |   |   |                 |                 |                 |                 |   |  |                |                |                |                |  |
|  |                    |                  |                   |                 |   |   |                 |                 |                 |                 |   |  |                |                |                |                |  |
|  |                    |                  |                   |                 |   |   |                 |                 |                 |                 |   |  |                |                |                |                |  |
|  |                    |                  |                   |                 |   |   |                 |                 |                 |                 |   |  |                |                |                |                |  |
|  |                    |                  |                   |                 |   |   |                 |                 |                 |                 |   |  |                |                |                |                |  |
|  |                    |                  |                   |                 |   |   |                 |                 |                 |                 |   |  |                |                |                |                |  |
|  |                    |                  |                   |                 |   |   |                 |                 |                 |                 |   |  |                |                |                |                |  |
|  |                    |                  |                   |                 |   |   |                 |                 |                 |                 |   |  |                |                |                |                |  |
|  |                    |                  |                   |                 |   |   |                 |                 |                 |                 |   |  |                |                |                |                |  |
|  |                    |                  |                   |                 |   |   |                 |                 |                 |                 |   |  |                |                |                |                |  |
|  |                    |                  |                   |                 |   |   |                 |                 |                 |                 |   |  |                |                |                |                |  |
|  |                    |                  |                   |                 |   |   |                 | 9 de Julio (R)  | 4               | 2               | 6 |  |                |                |                |                |  |
|  |                    |                  |                   |                 |   |   |                 |                 |                 |                 | 6 |  |                |                |                |                |  |
|  |                    |                  | Náutico El Quillá | 0               | 1 | 1 |                 |                 |                 |                 |   |  |                |                |                |                |  |
|  |                    |                  | Náutico El Quillá | 0               | 1 | 1 |                 |                 |                 |                 |   |  |                |                |                |                |  |
|  |                    |                  |                   |                 |   |   |                 |                 |                 |                 |   |  |                |                |                |                |  |
|  |                    |                  |                   |                 |   |   |                 |                 |                 |                 |   |  |                |                |                |                |  |
|  |                    | Tiro Federal (F) | 0                 | 0               | 0 |   |                 |                 |                 |                 |   |  |                |                |                |                |  |
|  |                    |                  |                   |                 | 0 |   |                 |                 |                 |                 |   |  |                |                |                |                |  |
|  |                    |                  | Náutico El Quillá | 2               | 1 | 3 |                 |                 |                 |                 |   |  |                |                |                |                |  |
|  | Argentino (Franck) | 0                | Náutico El Quillá | 2               | 1 | 3 | 0               | 0               |                 |                 |   |  |                |                |                |                |  |
|  | Argentino (Franck) | 0                |                   |                 |   |   |                 |                 |                 |                 |   |  |                |                |                |                |  |
|  | Náutico El Quillá  | 1                | 2                 | 3               |   |   |                 |                 |                 |                 |   |  |                |                |                |                |  |
|  | Náutico El Quillá  | 1                | 2                 | 3               |   |   |                 |                 |                 |                 |   |  |                |                |                |                |  |
|  |                    |                  |                   |                 |   |   |                 |                 |                 |                 |   |  |                |                |                |                |  |

- Nota: En cada llave, el equipo que ocupa la primera línea es el que define la serie como local.

#### Llave F
|  | Primera etapa      | Primera etapa               | Primera etapa      | Primera etapa    |       |       | Segunda etapa    | Segunda etapa    | Segunda etapa    | Segunda etapa    |  |                        | Tercera etapa            | Tercera etapa            | Tercera etapa            | Tercera etapa            |  |
|  | 19 al 26 de mayo   | 19 al 26 de mayo            | 19 al 26 de mayo   | 19 al 26 de mayo |       |       | 9 al 17 de junio | 9 al 17 de junio | 9 al 17 de junio | 9 al 17 de junio |  |                        | 30 de junio y 6 de julio | 30 de junio y 6 de julio | 30 de junio y 6 de julio | 30 de junio y 6 de julio |  |
|  |                    |                             |                    |                  |       |       |                  |                  |                  |                  |  |                        |                          |                          |                          |                          |  |
|  |                    |                             |                    |                  |       |       |                  |                  |                  |                  |  |                        |                          |                          |                          |                          |  |
|  |                    |                             |                    |                  |       |       |                  |                  |                  |                  |  |                        |                          |                          |                          |                          |  |
|  |                    |                             |                    |                  |       |       |                  |                  |                  |                  |  |                        |                          |                          |                          |                          |  |
|  |                    |                             |                    |                  |       |       |                  |                  |                  |                  |  |                        |                          |                          |                          |                          |  |
|  |                    | Ferrocarril del Estado (p.) | 1                  | 0                | 1 (6) |       |                  |                  |                  |                  |  |                        |                          |                          |                          |                          |  |
|  |                    |                             |                    |                  | 1 (6) |       |                  |                  |                  |                  |  |                        |                          |                          |                          |                          |  |
|  |                    |                             | Atlético San Jorge | 0                | 1     | 1 (5) |                  |                  |                  |                  |  |                        |                          |                          |                          |                          |  |
|  | Almafuerte (LR)    | 0                           | Atlético San Jorge | 0                | 1     | 1 (5) | 1                | 1                |                  |                  |  |                        |                          |                          |                          |                          |  |
|  | Almafuerte (LR)    | 0                           |                    |                  |       |       |                  |                  |                  |                  |  |                        |                          |                          |                          |                          |  |
|  | Atlético San Jorge | 0                           | 2                  | 2                |       |       |                  |                  |                  |                  |  |                        |                          |                          |                          |                          |  |
|  | Atlético San Jorge | 0                           | 2                  | 2                |       |       |                  |                  |                  |                  |  | Ferrocarril del Estado | 4                        | 3                        | 7                        |                          |  |
|  |                    |                             |                    |                  |       |       |                  |                  |                  |                  |  | Ferrocarril del Estado | 4                        | 3                        | 7                        |                          |  |
|  |                    |                             | AC Montes de Oca   | 2                | 0     | 2     |                  |                  |                  |                  |  |                        |                          |                          |                          |                          |  |
|  |                    |                             | AC Montes de Oca   | 2                | 0     | 2     |                  |                  |                  |                  |  |                        |                          |                          |                          |                          |  |
|  |                    |                             |                    |                  |       |       |                  |                  |                  |                  |  |                        |                          |                          |                          |                          |  |
|  |                    |                             |                    |                  |       |       |                  |                  |                  |                  |  |                        |                          |                          |                          |                          |  |
|  |                    | AC Montes de Oca (p.)       | 1                  | 1                | 2 (4) |       |                  |                  |                  |                  |  |                        |                          |                          |                          |                          |  |
|  |                    |                             |                    |                  | 2 (4) |       |                  |                  |                  |                  |  |                        |                          |                          |                          |                          |  |
|  |                    |                             | Americano (CP)     | 1                | 1     | 2 (2) |                  |                  |                  |                  |  |                        |                          |                          |                          |                          |  |
|  | Americano (CP)     | 2                           | Americano (CP)     | 1                | 1     | 2 (2) | 3                | 5                |                  |                  |  |                        |                          |                          |                          |                          |  |
|  | Americano (CP)     | 2                           |                    |                  |       |       |                  |                  |                  |                  |  |                        |                          |                          |                          |                          |  |
|  | Provincial (SG)    | 2                           | 1                  | 3                |       |       |                  |                  |                  |                  |  |                        |                          |                          |                          |                          |  |
|  | Provincial (SG)    | 2                           | 1                  | 3                |       |       |                  |                  |                  |                  |  |                        |                          |                          |                          |                          |  |
|  |                    |                             |                    |                  |       |       |                  |                  |                  |                  |  |                        |                          |                          |                          |                          |  |

- Nota: En cada llave, el equipo que ocupa la primera línea es el que define la serie como local.

#### Llave G
|  | Primera etapa           | Primera etapa         | Primera etapa           | Primera etapa   |   |   | Segunda etapa   | Segunda etapa      | Segunda etapa   | Segunda etapa   |    |  | Tercera etapa            | Tercera etapa            | Tercera etapa            | Tercera etapa            |  |
|  | 19 y 26 de mayo         | 19 y 26 de mayo       | 19 y 26 de mayo         | 19 y 26 de mayo |   |   | 5 y 26 de junio | 5 y 26 de junio    | 5 y 26 de junio | 5 y 26 de junio |    |  | 30 de junio y 7 de julio | 30 de junio y 7 de julio | 30 de junio y 7 de julio | 30 de junio y 7 de julio |  |
|  |                         |                       |                         |                 |   |   |                 |                    |                 |                 |    |  |                          |                          |                          |                          |  |
|  |                         |                       |                         |                 |   |   |                 |                    |                 |                 |    |  |                          |                          |                          |                          |  |
|  |                         |                       |                         |                 |   |   |                 |                    |                 |                 |    |  |                          |                          |                          |                          |  |
|  |                         |                       |                         |                 |   |   |                 |                    |                 |                 |    |  |                          |                          |                          |                          |  |
|  |                         |                       |                         |                 |   |   |                 |                    |                 |                 |    |  |                          |                          |                          |                          |  |
|  |                         |                       |                         |                 |   |   |                 |                    |                 |                 |    |  |                          |                          |                          |                          |  |
|  |                         |                       |                         |                 |   |   |                 |                    |                 |                 |    |  |                          |                          |                          |                          |  |
|  |                         |                       |                         |                 |   |   |                 |                    |                 |                 |    |  |                          |                          |                          |                          |  |
|  |                         |                       |                         |                 |   |   |                 |                    |                 |                 |    |  |                          |                          |                          |                          |  |
|  |                         |                       |                         |                 |   |   |                 |                    |                 |                 |    |  |                          |                          |                          |                          |  |
|  |                         |                       |                         |                 |   |   |                 |                    |                 |                 |    |  |                          |                          |                          |                          |  |
|  |                         |                       |                         |                 |   |   |                 | Atlético Susanense | 5               | 6               | 11 |  |                          |                          |                          |                          |  |
|  |                         |                       |                         |                 |   |   |                 |                    |                 |                 | 11 |  |                          |                          |                          |                          |  |
|  |                         |                       | Argentino Las Parejas   | 1               | 2 | 3 |                 |                    |                 |                 |    |  |                          |                          |                          |                          |  |
|  |                         |                       | Argentino Las Parejas   | 1               | 2 | 3 |                 |                    |                 |                 |    |  |                          |                          |                          |                          |  |
|  |                         |                       |                         |                 |   |   |                 |                    |                 |                 |    |  |                          |                          |                          |                          |  |
|  |                         |                       |                         |                 |   |   |                 |                    |                 |                 |    |  |                          |                          |                          |                          |  |
|  |                         | Argentino Las Parejas | 5                       | 1               | 6 |   |                 |                    |                 |                 |    |  |                          |                          |                          |                          |  |
|  |                         |                       |                         |                 | 6 |   |                 |                    |                 |                 |    |  |                          |                          |                          |                          |  |
|  |                         |                       | Defensores de Armstrong | 0               | 0 | 0 |                 |                    |                 |                 |    |  |                          |                          |                          |                          |  |
|  | Juventud Unida (B)      | 0                     | Defensores de Armstrong | 0               | 0 | 0 | 0               | 0                  |                 |                 |    |  |                          |                          |                          |                          |  |
|  | Juventud Unida (B)      | 0                     |                         |                 |   |   |                 |                    |                 |                 |    |  |                          |                          |                          |                          |  |
|  | Defensores de Armstrong | 0                     | 5                       | 5               |   |   |                 |                    |                 |                 |    |  |                          |                          |                          |                          |  |
|  | Defensores de Armstrong | 0                     | 5                       | 5               |   |   |                 |                    |                 |                 |    |  |                          |                          |                          |                          |  |
|  |                         |                       |                         |                 |   |   |                 |                    |                 |                 |    |  |                          |                          |                          |                          |  |

- Nota: En cada llave, el equipo que ocupa la primera línea es el que define la serie como local.

#### Llave H
|  | Primera etapa             | Primera etapa       | Primera etapa       | Primera etapa   |   |   | Segunda etapa   | Segunda etapa        | Segunda etapa   | Segunda etapa   |   |  | Tercera etapa            | Tercera etapa            | Tercera etapa            | Tercera etapa            |  |
|  | 19 y 26 de mayo           | 19 y 26 de mayo     | 19 y 26 de mayo     | 19 y 26 de mayo |   |   | 9 y 16 de junio | 9 y 16 de junio      | 9 y 16 de junio | 9 y 16 de junio |   |  | 26 de junio y 3 de julio | 26 de junio y 3 de julio | 26 de junio y 3 de julio | 26 de junio y 3 de julio |  |
|  |                           |                     |                     |                 |   |   |                 |                      |                 |                 |   |  |                          |                          |                          |                          |  |
|  |                           |                     |                     |                 |   |   |                 |                      |                 |                 |   |  |                          |                          |                          |                          |  |
|  |                           |                     |                     |                 |   |   |                 |                      |                 |                 |   |  |                          |                          |                          |                          |  |
|  |                           |                     |                     |                 |   |   |                 |                      |                 |                 |   |  |                          |                          |                          |                          |  |
|  |                           |                     |                     |                 |   |   |                 |                      |                 |                 |   |  |                          |                          |                          |                          |  |
|  |                           |                     |                     |                 |   |   |                 |                      |                 |                 |   |  |                          |                          |                          |                          |  |
|  |                           |                     |                     |                 |   |   |                 |                      |                 |                 |   |  |                          |                          |                          |                          |  |
|  |                           |                     |                     |                 |   |   |                 |                      |                 |                 |   |  |                          |                          |                          |                          |  |
|  |                           |                     |                     |                 |   |   |                 |                      |                 |                 |   |  |                          |                          |                          |                          |  |
|  |                           |                     |                     |                 |   |   |                 |                      |                 |                 |   |  |                          |                          |                          |                          |  |
|  |                           |                     |                     |                 |   |   |                 |                      |                 |                 |   |  |                          |                          |                          |                          |  |
|  |                           |                     |                     |                 |   |   |                 | Sportivo Las Parejas | 1               | 2               | 3 |  |                          |                          |                          |                          |  |
|  |                           |                     |                     |                 |   |   |                 |                      |                 |                 | 3 |  |                          |                          |                          |                          |  |
|  |                           |                     | Belgrano (Serodino) | 0               | 0 | 0 |                 |                      |                 |                 |   |  |                          |                          |                          |                          |  |
|  |                           |                     | Belgrano (Serodino) | 0               | 0 | 0 |                 |                      |                 |                 |   |  |                          |                          |                          |                          |  |
|  |                           |                     |                     |                 |   |   |                 |                      |                 |                 |   |  |                          |                          |                          |                          |  |
|  |                           |                     |                     |                 |   |   |                 |                      |                 |                 |   |  |                          |                          |                          |                          |  |
|  |                           | Belgrano (Serodino) | 2                   | 1               | 3 |   |                 |                      |                 |                 |   |  |                          |                          |                          |                          |  |
|  |                           |                     |                     |                 | 3 |   |                 |                      |                 |                 |   |  |                          |                          |                          |                          |  |
|  |                           |                     | Unión (Álvarez)     | 2               | 0 | 2 |                 |                      |                 |                 |   |  |                          |                          |                          |                          |  |
|  | Unión (Álvarez)           | 1                   | Unión (Álvarez)     | 2               | 0 | 2 | 2               | 3                    |                 |                 |   |  |                          |                          |                          |                          |  |
|  | Unión (Álvarez)           | 1                   |                     |                 |   |   |                 |                      |                 |                 |   |  |                          |                          |                          |                          |  |
|  | General San Martín (PGSM) | 0                   | 1                   | 1               |   |   |                 |                      |                 |                 |   |  |                          |                          |                          |                          |  |
|  | General San Martín (PGSM) | 0                   | 1                   | 1               |   |   |                 |                      |                 |                 |   |  |                          |                          |                          |                          |  |
|  |                           |                     |                     |                 |   |   |                 |                      |                 |                 |   |  |                          |                          |                          |                          |  |

- Nota: En cada llave, el equipo que ocupa la primera línea es el que define la serie como local.

#### Llave I
|  | Primera etapa               | Primera etapa    | Primera etapa       | Primera etapa    |   |                      | Segunda etapa   | Segunda etapa            | Segunda etapa   | Segunda etapa   |       |  | Tercera etapa            | Tercera etapa            | Tercera etapa            | Tercera etapa            |  |
|  | 19 al 26 de mayo            | 19 al 26 de mayo | 19 al 26 de mayo    | 19 al 26 de mayo |   |                      | 9 y 17 de junio | 9 y 17 de junio          | 9 y 17 de junio | 9 y 17 de junio |       |  | 30 de junio y 7 de julio | 30 de junio y 7 de julio | 30 de junio y 7 de julio | 30 de junio y 7 de julio |  |
|  |                             |                  |                     |                  |   |                      |                 |                          |                 |                 |       |  |                          |                          |                          |                          |  |
|  |                             |                  |                     |                  |   |                      |                 |                          |                 |                 |       |  |                          |                          |                          |                          |  |
|  |                             |                  |                     |                  |   |                      |                 |                          |                 |                 |       |  |                          |                          |                          |                          |  |
|  |                             |                  |                     |                  |   |                      |                 |                          |                 |                 |       |  |                          |                          |                          |                          |  |
|  |                             |                  |                     |                  |   |                      |                 |                          |                 |                 |       |  |                          |                          |                          |                          |  |
|  |                             |                  |                     |                  |   |                      |                 |                          |                 |                 |       |  |                          |                          |                          |                          |  |
|  |                             |                  |                     |                  |   |                      |                 |                          |                 |                 |       |  |                          |                          |                          |                          |  |
|  |                             |                  |                     |                  |   |                      |                 |                          |                 |                 |       |  |                          |                          |                          |                          |  |
|  |                             |                  |                     |                  |   |                      |                 |                          |                 |                 |       |  |                          |                          |                          |                          |  |
|  |                             |                  |                     |                  |   |                      |                 |                          |                 |                 |       |  |                          |                          |                          |                          |  |
|  |                             |                  |                     |                  |   |                      |                 |                          |                 |                 |       |  |                          |                          |                          |                          |  |
|  |                             |                  |                     |                  |   |                      |                 | Argentino (Rosario) (p.) | 0               | 2               | 2 (5) |  |                          |                          |                          |                          |  |
|  |                             |                  |                     |                  |   |                      |                 |                          |                 |                 | 2 (5) |  |                          |                          |                          |                          |  |
|  |                             |                  | Coronel Aguirre     | 2                | 0 | 2 (4)                |                 |                          |                 |                 |       |  |                          |                          |                          |                          |  |
|  | Coronel Aguirre (p.)        | 1                | Coronel Aguirre     | 2                | 0 | 2 (4)                | 2               | 3 (4)                    |                 |                 |       |  |                          |                          |                          |                          |  |
|  | Coronel Aguirre (p.)        | 1                |                     |                  |   |                      |                 |                          |                 |                 |       |  |                          |                          |                          |                          |  |
|  | Porvenir Talleres           | 1                | 2                   | 3 (3)            |   |                      |                 |                          |                 |                 |       |  |                          |                          |                          |                          |  |
|  | Porvenir Talleres           | 1                | 2                   | 3 (3)            |   | Coronel Aguirre (p.) | 1               | 2                        | 3 (3)           |                 |       |  |                          |                          |                          |                          |  |
|  |                             |                  |                     |                  |   | Coronel Aguirre (p.) | 1               | 2                        | 3 (3)           |                 |       |  |                          |                          |                          |                          |  |
|  |                             |                  | Unión (Arroyo Seco) | 2                | 1 | 3 (1)                |                 |                          |                 |                 |       |  |                          |                          |                          |                          |  |
|  | Defensores de Villa Cassini | 0                | Unión (Arroyo Seco) | 2                | 1 | 3 (1)                | 1               | 1                        |                 |                 |       |  |                          |                          |                          |                          |  |
|  | Defensores de Villa Cassini | 0                |                     |                  |   |                      |                 |                          |                 |                 |       |  |                          |                          |                          |                          |  |
|  | Unión (Arroyo Seco)         | 2                | 1                   | 3                |   |                      |                 |                          |                 |                 |       |  |                          |                          |                          |                          |  |
|  | Unión (Arroyo Seco)         | 2                | 1                   | 3                |   |                      |                 |                          |                 |                 |       |  |                          |                          |                          |                          |  |
|  |                             |                  |                     |                  |   |                      |                 |                          |                 |                 |       |  |                          |                          |                          |                          |  |

- Nota: En cada llave, el equipo que ocupa la primera línea es el que define la serie como local.

#### Llave J
|  | Primera etapa          | Primera etapa    | Primera etapa         | Primera etapa    |   |                  | Segunda etapa   | Segunda etapa            | Segunda etapa   | Segunda etapa   |       |  | Tercera etapa            | Tercera etapa            | Tercera etapa            | Tercera etapa            |  |
|  | 15 al 22 de mayo       | 15 al 22 de mayo | 15 al 22 de mayo      | 15 al 22 de mayo |   |                  | 5 y 12 de junio | 5 y 12 de junio          | 5 y 12 de junio | 5 y 12 de junio |       |  | 26 de junio y 3 de julio | 26 de junio y 3 de julio | 26 de junio y 3 de julio | 26 de junio y 3 de julio |  |
|  |                        |                  |                       |                  |   |                  |                 |                          |                 |                 |       |  |                          |                          |                          |                          |  |
|  |                        |                  |                       |                  |   |                  |                 |                          |                 |                 |       |  |                          |                          |                          |                          |  |
|  |                        |                  |                       |                  |   |                  |                 |                          |                 |                 |       |  |                          |                          |                          |                          |  |
|  |                        |                  |                       |                  |   |                  |                 |                          |                 |                 |       |  |                          |                          |                          |                          |  |
|  |                        |                  |                       |                  |   |                  |                 |                          |                 |                 |       |  |                          |                          |                          |                          |  |
|  |                        |                  |                       |                  |   |                  |                 |                          |                 |                 |       |  |                          |                          |                          |                          |  |
|  |                        |                  |                       |                  |   |                  |                 |                          |                 |                 |       |  |                          |                          |                          |                          |  |
|  |                        |                  |                       |                  |   |                  |                 |                          |                 |                 |       |  |                          |                          |                          |                          |  |
|  |                        |                  |                       |                  |   |                  |                 |                          |                 |                 |       |  |                          |                          |                          |                          |  |
|  |                        |                  |                       |                  |   |                  |                 |                          |                 |                 |       |  |                          |                          |                          |                          |  |
|  |                        |                  |                       |                  |   |                  |                 |                          |                 |                 |       |  |                          |                          |                          |                          |  |
|  |                        |                  |                       |                  |   |                  |                 | Central Córdoba (R) (p.) | 1               | 1               | 2 (5) |  |                          |                          |                          |                          |  |
|  |                        |                  |                       |                  |   |                  |                 |                          |                 |                 | 2 (5) |  |                          |                          |                          |                          |  |
|  |                        |                  | Centenario (SJE)      | 1                | 1 | 2 (3)            |                 |                          |                 |                 |       |  |                          |                          |                          |                          |  |
|  | Racing (Villada) (p.)  | 3                | Centenario (SJE)      | 1                | 1 | 2 (3)            | 0               | 3 (4)                    |                 |                 |       |  |                          |                          |                          |                          |  |
|  | Racing (Villada) (p.)  | 3                |                       |                  |   |                  |                 |                          |                 |                 |       |  |                          |                          |                          |                          |  |
|  | Independiente (Bigand) | 3                | 0                     | 3 (3)            |   |                  |                 |                          |                 |                 |       |  |                          |                          |                          |                          |  |
|  | Independiente (Bigand) | 3                | 0                     | 3 (3)            |   | Racing (Villada) | 2               | 1                        | 3 (4)           |                 |       |  |                          |                          |                          |                          |  |
|  |                        |                  |                       |                  |   | Racing (Villada) | 2               | 1                        | 3 (4)           |                 |       |  |                          |                          |                          |                          |  |
|  |                        |                  | Centenario (SJE) (p.) | 0                | 3 | 3 (5)            |                 |                          |                 |                 |       |  |                          |                          |                          |                          |  |
|  | Centenario (SJE)       | 2                | Centenario (SJE) (p.) | 0                | 3 | 3 (5)            | 2               | 4                        |                 |                 |       |  |                          |                          |                          |                          |  |
|  | Centenario (SJE)       | 2                |                       |                  |   |                  |                 |                          |                 |                 |       |  |                          |                          |                          |                          |  |
|  | Los Andes (A)          | 0                | 0                     | 0                |   |                  |                 |                          |                 |                 |       |  |                          |                          |                          |                          |  |
|  | Los Andes (A)          | 0                | 0                     | 0                |   |                  |                 |                          |                 |                 |       |  |                          |                          |                          |                          |  |
|  |                        |                  |                       |                  |   |                  |                 |                          |                 |                 |       |  |                          |                          |                          |                          |  |

- Nota: En cada llave, el equipo que ocupa la primera línea es el que define la serie como local.

#### Llave K
|  | Primera etapa           | Primera etapa            | Primera etapa       | Primera etapa    |       |       | Segunda etapa    | Segunda etapa    | Segunda etapa    | Segunda etapa    |  |                    | Tercera etapa            | Tercera etapa            | Tercera etapa            | Tercera etapa            |  |
|  | 15 al 22 de mayo        | 15 al 22 de mayo         | 15 al 22 de mayo    | 15 al 22 de mayo |       |       | 5 al 12 de junio | 5 al 12 de junio | 5 al 12 de junio | 5 al 12 de junio |  |                    | 26 de junio y 3 de julio | 26 de junio y 3 de julio | 26 de junio y 3 de julio | 26 de junio y 3 de julio |  |
|  |                         |                          |                     |                  |       |       |                  |                  |                  |                  |  |                    |                          |                          |                          |                          |  |
|  |                         |                          |                     |                  |       |       |                  |                  |                  |                  |  |                    |                          |                          |                          |                          |  |
|  |                         |                          |                     |                  |       |       |                  |                  |                  |                  |  |                    |                          |                          |                          |                          |  |
|  |                         |                          |                     |                  |       |       |                  |                  |                  |                  |  |                    |                          |                          |                          |                          |  |
|  |                         |                          |                     |                  |       |       |                  |                  |                  |                  |  |                    |                          |                          |                          |                          |  |
|  |                         | Racing (Teodelina)       | 2                   | 0                | 2     |       |                  |                  |                  |                  |  |                    |                          |                          |                          |                          |  |
|  |                         |                          |                     |                  | 2     |       |                  |                  |                  |                  |  |                    |                          |                          |                          |                          |  |
|  |                         |                          | Jorge Newbery (VT)  | 0                | 0     | 0     |                  |                  |                  |                  |  |                    |                          |                          |                          |                          |  |
|  | Jorge Newbery (VT)      | 1                        | Jorge Newbery (VT)  | 0                | 0     | 0     | 4                | 5                |                  |                  |  |                    |                          |                          |                          |                          |  |
|  | Jorge Newbery (VT)      | 1                        |                     |                  |       |       |                  |                  |                  |                  |  |                    |                          |                          |                          |                          |  |
|  | Huracán (LQ)            | 0                        | 0                   | 0                |       |       |                  |                  |                  |                  |  |                    |                          |                          |                          |                          |  |
|  | Huracán (LQ)            | 0                        | 0                   | 0                |       |       |                  |                  |                  |                  |  | Racing (Teodelina) | 0                        | 0                        | 0                        |                          |  |
|  |                         |                          |                     |                  |       |       |                  |                  |                  |                  |  | Racing (Teodelina) | 0                        | 0                        | 0                        |                          |  |
|  |                         |                          | Juventud Pueyrredón | 1                | 1     | 2     |                  |                  |                  |                  |  |                    |                          |                          |                          |                          |  |
|  |                         |                          | Juventud Pueyrredón | 1                | 1     | 2     |                  |                  |                  |                  |  |                    |                          |                          |                          |                          |  |
|  |                         |                          |                     |                  |       |       |                  |                  |                  |                  |  |                    |                          |                          |                          |                          |  |
|  |                         |                          |                     |                  |       |       |                  |                  |                  |                  |  |                    |                          |                          |                          |                          |  |
|  |                         | Juventud Pueyrredón (p.) | 1                   | 1                | 2 (3) |       |                  |                  |                  |                  |  |                    |                          |                          |                          |                          |  |
|  |                         |                          |                     |                  | 2 (3) |       |                  |                  |                  |                  |  |                    |                          |                          |                          |                          |  |
|  |                         |                          | Atlético Elortondo  | 1                | 1     | 2 (2) |                  |                  |                  |                  |  |                    |                          |                          |                          |                          |  |
|  | Belgrano (Arequito)     | 0                        | Atlético Elortondo  | 1                | 1     | 2 (2) | 3                | 3 (2)            |                  |                  |  |                    |                          |                          |                          |                          |  |
|  | Belgrano (Arequito)     | 0                        |                     |                  |       |       |                  |                  |                  |                  |  |                    |                          |                          |                          |                          |  |
|  | Atlético Elortondo (p.) | 2                        | 1                   | 3 (4)            |       |       |                  |                  |                  |                  |  |                    |                          |                          |                          |                          |  |
|  | Atlético Elortondo (p.) | 2                        | 1                   | 3 (4)            |       |       |                  |                  |                  |                  |  |                    |                          |                          |                          |                          |  |
|  |                         |                          |                     |                  |       |       |                  |                  |                  |                  |  |                    |                          |                          |                          |                          |  |

- Nota: En cada llave, el equipo que ocupa la primera línea es el que define la serie como local.

### Primera etapa
| Fechas          | Local en la ida                 | Global       | Local en la vuelta            | Ida | Vuelta |
| --------------- | ------------------------------- | ------------ | ----------------------------- | --- | ------ |
| 19 y 26 de mayo | Tiro Federal (Las Toscas)       | 1:2          | Barrio Norte (Avellaneda)     | 1:1 | 0:1    |
| 19 y 26 de mayo | Matienzo (Romang)               | 1:0          | Huracán (Villa Ocampo)        | 1:0 | 0:0    |
| 19 y 26 de mayo | Ferro Dho                       | 4:2          | Huracán (Vera)                | 1:1 | 3:1    |
| 20 y 26 de mayo | Sportivo Norte (Rafaela)        | 4:4 (3:1 p.) | Libertad Trinidad             | 4:4 | 0:0    |
| 19 y 26 de mayo | Polideportivo Llambi Campbell   | 2:3          | Giuliani FC                   | 2:1 | 0:2    |
| 19 y 25 de mayo | Colón (Emilia)                  | 1:12         | Colón (San Justo)             | 1:7 | 0:5    |
| 19 y 26 de mayo | Juventud (Esperanza)            | 6:2          | Unión (Bernardo de Irigoyen)  | 5:1 | 1:1    |
| 19 y 26 de mayo | Atlético Belgrano (C. Belgrano) | 0:6          | Ben Hur                       | 0:3 | 0:3    |
| 19 y 26 de mayo | Náutico El Quillá               | 3:0          | Argentino (Franck)            | 1:0 | 2:0    |
| 19 y 26 de mayo | Atlético San Jorge              | 2:1          | Almafuerte (Las Rosas)        | 0:0 | 2:1    |
| 19 y 26 de mayo | Provincial (Salto Grande)       | 3:5          | Americano (Carlos Pellegrini) | 2:2 | 1:3    |
| 19 y 26 de mayo | Defensores de Armstrong         | 5:0          | Juventud Unida (Barrancas)    | 0:0 | 5:0    |
| 19 y 26 de mayo | General San Martín (PGSM)       | 1:3          | Unión (Álvarez)               | 0:1 | 1:2    |
| 19 y 26 de mayo | Porvenir Talleres               | 3:3 (3:4 p.) | Coronel Aguirre               | 1:1 | 2:2    |
| 19 y 26 de mayo | Unión (Arroyo Seco)             | 3:1          | Defensores de Villa Cassini   | 2:0 | 1:1    |
| 15 y 22 de mayo | Independiente (Bigand)          | 3:3 (3:4 p.) | Racing (Villada)              | 3:3 | 0:0    |
| 15 y 22 de mayo | Los Andes (Alcorta)             | 0:4          | Centenario (S.J. Esquina)     | 0:2 | 0:2    |
| 15 y 22 de mayo | Huracán (Los Quirquinchos)      | 0:5          | Jorge Newbery (VT)            | 0:1 | 0:4    |
| 15 y 22 de mayo | Atlético Elortondo              | 3:3 (4:2 p.) | Belgrano (Arequito)           | 2:0 | 1:3    |

### Segunda etapa
| Fechas          | Local en la ida               | Global       | Local en la vuelta            | Ida | Vuelta |
| --------------- | ----------------------------- | ------------ | ----------------------------- | --- | ------ |
| 7 y 17 de junio | Barrio Norte (Avellaneda)     | 4:4 (4:5 p.) | Atlético y Tiro Reconquista   | 2:1 | 2:3    |
| 9 y 16 de junio | Matienzo (Romang)             | 5:2          | Racing (Reconquista)          | 1:0 | 4:2    |
| 9 y 16 de junio | Ferro Dho                     | 1:2          | Libertad (San Jerónimo Norte) | 1:0 | 0:2    |
| 8 y 17 de junio | Sportivo Norte (Rafaela)      | 1:2          | Peñarol (Rafaela)             | 0:1 | 1:1    |
| 8 y 17 de junio | Colón (San Justo)             | 2:3          | Giuliani FC                   | 1:1 | 1:2    |
| 9 y 16 de junio | Ben Hur                       | 2:3          | Juventud (Esperanza)          | 2:2 | 0:1    |
| 9 y 17 de junio | Náutico El Quillá             | 3:0          | Tiro Federal (Felicia)        | 2:0 | 1:0    |
| 9 y 17 de junio | Atlético San Jorge            | 1:1 (5:6 p.) | Ferrocarril del Estado        | 0:1 | 1:0    |
| 9 y 16 de junio | Americano (Carlos Pellegrini) | 2:2 (2:4 p.) | AC Montes de Oca              | 1:1 | 1:1    |
| 5 y 26 de junio | Defensores de Armstrong       | 0:6          | Argentino Las Parejas         | 0:5 | 0:1    |
| 9 y 16 de junio | Unión (Álvarez)               | 2:3          | Belgrano (Serodino)           | 2:2 | 0:1    |
| 9 y 17 de junio | Unión (Arroyo Seco)           | 3:3 (1:3 p.) | Coronel Aguirre               | 2:1 | 1:2    |
| 5 y 12 de junio | Centenario (S.J. Esquina)     | 3:3 (5:4 p.) | Racing (Villada)              | 0:2 | 3:1    |
| 5 y 12 de junio | Jorge Newbery (VT)            | 0:2          | Racing (Teodelina)            | 0:2 | 0:0    |
| 5 y 12 de junio | Atlético Elortondo            | 2:2 (2:3 p.) | Juventud Pueyrredón           | 1:1 | 1:1    |

### Tercera etapa
| Fechas                   | Local en la ida               | Global       | Local en la vuelta          | Ida | Vuelta |
| ------------------------ | ----------------------------- | ------------ | --------------------------- | --- | ------ |
| 30 de junio y 7 de julio | Matienzo (Romang)             | 1:6          | Atlético y Tiro Reconquista | 1:3 | 0:3    |
| 30 de junio y 7 de julio | Libertad (San Jerónimo Norte) | 3:3 (3:4 p.) | Atlético Tostado            | 2:2 | 1:1    |
| 26 de junio y 9 de julio | Peñarol (Rafaela)             | 1:0          | Unión (Sunchales)           | 0:0 | 1:0    |
| 30 de junio y 7 de julio | Juventud (Esperanza)          | 3:3 (4:3 p.) | Giuliani FC                 | 1:1 | 2:2    |
| 2 y 9 de julio           | Náutico El Quillá             | 1:6          | 9 de Julio (Rafaela)        | 0:4 | 1:2    |
| 30 de junio y 6 de julio | AC Montes de Oca              | 2:7          | Ferrocarril del Estado      | 2:4 | 0:3    |
| 30 de junio y 7 de julio | Argentino Las Parejas         | 3:11         | Atlético Susanense          | 1:5 | 2:6    |
| 26 de junio y 3 de julio | Belgrano (Serodino)           | 0:3          | Sportivo Las Parejas        | 0:1 | 0:2    |
| 30 de junio y 7 de julio | Coronel Aguirre               | 2:2 (4:5 p.) | Argentino (Rosario)         | 2:0 | 0:2    |
| 26 de junio y 3 de julio | Centenario (S.J. Esquina)     | 2:2 (3:5 p.) | Central Córdoba (Rosario)   | 1:1 | 1:1    |
| 26 de junio y 3 de julio | Juventud Pueyrredón           | 2:0          | Racing (Teodelina)          | 1:0 | 1:0    |

## Fase final

### Cuadro de desarrollo
|  | Octavos de final           | Octavos de final           |                          |                           | Cuartos de final   | Cuartos de final   |  |                      | Semifinales            | Semifinales            |  |                      | Final             | Final             | Final             | Final             |  |
|  | 13 de julio al 3 de agosto | 13 de julio al 3 de agosto |                          |                           | 11 al 25 de agosto | 11 al 25 de agosto |  |                      | 14 al 15 de septiembre | 14 al 15 de septiembre |  |                      | 6 y 13 de octubre | 6 y 13 de octubre | 6 y 13 de octubre | 6 y 13 de octubre |  |
|  |                            |                            |                          |                           |                    |                    |  |                      |                        |                        |  |                      |                   |                   |                   |                   |  |
|  |                            |                            |                          |                           |                    |                    |  |                      |                        |                        |  |                      |                   |                   |                   |                   |  |
|  | Atlético y Tiro R.         | 1                          |                          |                           |                    |                    |  |                      |                        |                        |  |                      |                   |                   |                   |                   |  |
|  | Atlético y Tiro R.         | 1                          |                          |                           |                    |                    |  |                      |                        |                        |  |                      |                   |                   |                   |                   |  |
|  | Unión (Santa Fe)           | 0                          |                          |                           |                    |                    |  |                      |                        |                        |  |                      |                   |                   |                   |                   |  |
|  | Unión (Santa Fe)           | 0                          |                          | Atlético y Tiro R.        | 1 (2)              |                    |  |                      |                        |                        |  |                      |                   |                   |                   |                   |  |
|  |                            |                            |                          | Atlético y Tiro R.        | 1 (2)              |                    |  |                      |                        |                        |  |                      |                   |                   |                   |                   |  |
|  |                            |                            | Atlético de Rafaela (p.) | 1 (4)                     |                    |                    |  |                      |                        |                        |  |                      |                   |                   |                   |                   |  |
|  | Atlético Tostado           | 0                          | Atlético de Rafaela (p.) | 1 (4)                     |                    |                    |  |                      |                        |                        |  |                      |                   |                   |                   |                   |  |
|  | Atlético Tostado           | 0                          |                          |                           |                    |                    |  |                      |                        |                        |  |                      |                   |                   |                   |                   |  |
|  | Atlético de Rafaela        | 1                          |                          |                           |                    |                    |  |                      |                        |                        |  |                      |                   |                   |                   |                   |  |
|  | Atlético de Rafaela        | 1                          |                          |                           |                    |                    |  | Juventud (Esperanza) | 1                      |                        |  |                      |                   |                   |                   |                   |  |
|  |                            |                            |                          |                           |                    |                    |  | Juventud (Esperanza) | 1                      |                        |  |                      |                   |                   |                   |                   |  |
|  |                            |                            | Atlético de Rafaela      | 0                         |                    |                    |  |                      |                        |                        |  |                      |                   |                   |                   |                   |  |
|  | Peñarol (Rafaela)          | 1 (4)                      | Atlético de Rafaela      | 0                         |                    |                    |  |                      |                        |                        |  |                      |                   |                   |                   |                   |  |
|  | Peñarol (Rafaela)          | 1 (4)                      |                          |                           |                    |                    |  |                      |                        |                        |  |                      |                   |                   |                   |                   |  |
|  | Colón (Santa Fe) (p.)      | 1 (5)                      |                          |                           |                    |                    |  |                      |                        |                        |  |                      |                   |                   |                   |                   |  |
|  | Colón (Santa Fe) (p.)      | 1 (5)                      |                          | Juventud (Esperanza) (p.) | 0 (4)              |                    |  |                      |                        |                        |  |                      |                   |                   |                   |                   |  |
|  |                            |                            |                          | Juventud (Esperanza) (p.) | 0 (4)              |                    |  |                      |                        |                        |  |                      |                   |                   |                   |                   |  |
|  |                            |                            | Colón (Santa Fe)         | 0 (3)                     |                    |                    |  |                      |                        |                        |  |                      |                   |                   |                   |                   |  |
|  | Juventud (Esperanza) (p.)  | 1 (5)                      | Colón (Santa Fe)         | 0 (3)                     |                    |                    |  |                      |                        |                        |  |                      |                   |                   |                   |                   |  |
|  | Juventud (Esperanza) (p.)  | 1 (5)                      |                          |                           |                    |                    |  |                      |                        |                        |  |                      |                   |                   |                   |                   |  |
|  | 9 de Julio (R)             | 1 (3)                      |                          |                           |                    |                    |  |                      |                        |                        |  |                      |                   |                   |                   |                   |  |
|  | 9 de Julio (R)             | 1 (3)                      |                          |                           |                    |                    |  |                      |                        |                        |  | Juventud (Esperanza) | 2                 | 3                 | 5                 |                   |  |
|  |                            |                            |                          |                           |                    |                    |  |                      |                        |                        |  | Juventud (Esperanza) | 2                 | 3                 | 5                 |                   |  |
|  |                            |                            | Juventud Pueyrredón      | 0                         | 1                  | 1                  |  |                      |                        |                        |  |                      |                   |                   |                   |                   |  |
|  | Ferrocarril del Estado     | 2                          | Juventud Pueyrredón      | 0                         | 1                  | 1                  |  |                      |                        |                        |  |                      |                   |                   |                   |                   |  |
|  | Ferrocarril del Estado     | 2                          |                          |                           |                    |                    |  |                      |                        |                        |  |                      |                   |                   |                   |                   |  |
|  | Newell's Old Boys          | 0                          |                          |                           |                    |                    |  |                      |                        |                        |  |                      |                   |                   |                   |                   |  |
|  | Newell's Old Boys          | 0                          |                          | Ferrocarril del Estado    | 1                  |                    |  |                      |                        |                        |  |                      |                   |                   |                   |                   |  |
|  |                            |                            |                          | Ferrocarril del Estado    | 1                  |                    |  |                      |                        |                        |  |                      |                   |                   |                   |                   |  |
|  |                            |                            | Atlético Susanense       | 0                         |                    |                    |  |                      |                        |                        |  |                      |                   |                   |                   |                   |  |
|  | Atlético Susanense         | 2                          | Atlético Susanense       | 0                         |                    |                    |  |                      |                        |                        |  |                      |                   |                   |                   |                   |  |
|  | Atlético Susanense         | 2                          |                          |                           |                    |                    |  |                      |                        |                        |  |                      |                   |                   |                   |                   |  |
|  | Sportivo Las Parejas       | 1                          |                          |                           |                    |                    |  |                      |                        |                        |  |                      |                   |                   |                   |                   |  |
|  | Sportivo Las Parejas       | 1                          |                          |                           |                    |                    |  | Juventud Pueyrredón  | 3                      |                        |  |                      |                   |                   |                   |                   |  |
|  |                            |                            |                          |                           |                    |                    |  | Juventud Pueyrredón  | 3                      |                        |  |                      |                   |                   |                   |                   |  |
|  |                            |                            | Ferrocarril del Estado   | 1                         |                    |                    |  |                      |                        |                        |  |                      |                   |                   |                   |                   |  |
|  | Argentino (Rosario)        | 0 (2)                      | Ferrocarril del Estado   | 1                         |                    |                    |  |                      |                        |                        |  |                      |                   |                   |                   |                   |  |
|  | Argentino (Rosario)        | 0 (2)                      |                          |                           |                    |                    |  |                      |                        |                        |  |                      |                   |                   |                   |                   |  |
|  | Rosario Central (p.)       | 0 (4)                      |                          |                           |                    |                    |  |                      |                        |                        |  |                      |                   |                   |                   |                   |  |
|  | Rosario Central (p.)       | 0 (4)                      |                          | Juventud Pueyrredón       | 3                  |                    |  |                      |                        |                        |  |                      |                   |                   |                   |                   |  |
|  |                            |                            |                          | Juventud Pueyrredón       | 3                  |                    |  |                      |                        |                        |  |                      |                   |                   |                   |                   |  |
|  |                            |                            | Rosario Central          | 1                         |                    |                    |  |                      |                        |                        |  |                      |                   |                   |                   |                   |  |
|  | Juventud Pueyrredón        | 2                          | Rosario Central          | 1                         |                    |                    |  |                      |                        |                        |  |                      |                   |                   |                   |                   |  |
|  | Juventud Pueyrredón        | 2                          |                          |                           |                    |                    |  |                      |                        |                        |  |                      |                   |                   |                   |                   |  |
|  | Central Córdoba (R)        | 1                          |                          |                           |                    |                    |  |                      |                        |                        |  |                      |                   |                   |                   |                   |  |
|  | Central Córdoba (R)        | 1                          |                          |                           |                    |                    |  |                      |                        |                        |  |                      |                   |                   |                   |                   |  |
|  |                            |                            |                          |                           |                    |                    |  |                      |                        |                        |  |                      |                   |                   |                   |                   |  |

- Nota: En cada llave, el equipo que ocupa la primera línea es el que define la serie como local.

### Octavos de final
| Fecha       | Local                       | Resultado    | Visitante                 |  |  |
| ----------- | --------------------------- | ------------ | ------------------------- |  |  |
| 3 de agosto | Atlético y Tiro Reconquista | 1:0          | Unión (Santa Fe)          |  |  |
| 21 de julio | Atlético Tostado            | 0:1          | Atlético de Rafaela       |  |  |
| 21 de julio | Peñarol (Rafaela)           | 1:1 (4:5 p.) | Colón (Santa Fe)          |  |  |
| 20 de julio | Juventud (Esperanza)        | 1:1 (5:3 p.) | 9 de Julio (Rafaela)      |  |  |
| 28 de julio | Ferrocarril del Estado      | 2:0          | Newell's Old Boys         |  |  |
| 13 de julio | Atlético Susanense          | 2:1          | Sportivo Las Parejas      |  |  |
| 21 de julio | Argentino (Rosario)         | 0:0 (2:4 p.) | Rosario Central           |  |  |
| 28 de julio | Juventud Pueyrredón         | 2:1          | Central Córdoba (Rosario) |  |  |

### Cuartos de final
| Fecha        | Local                       | Resultado    | Visitante           |  |  |
| ------------ | --------------------------- | ------------ | ------------------- |  |  |
| 25 de agosto | Atlético y Tiro Reconquista | 1:1 (2:4 p.) | Atlético de Rafaela |  |  |
| 11 de agosto | Juventud (Esperanza)        | 0:0 (4:3 p.) | Colón (Santa Fe)    |  |  |
| 17 de agosto | Ferrocarril del Estado      | 1:0          | Atlético Susanense  |  |  |
| 11 de agosto | Juventud Pueyrredón         | 3:1          | Rosario Central     |  |  |

### Semifinales
| Fecha            | Local                | Resultado | Visitante              |  |  |
| ---------------- | -------------------- | --------- | ---------------------- |  |  |
| 15 de septiembre | Juventud (Esperanza) | 1:0       | Atlético de Rafaela    |  |  |
| 14 de septiembre | Juventud Pueyrredón  | 3:1       | Ferrocarril del Estado |  |  |

### Final
| Fechas            | Local en la ida     | Global | Local en la vuelta   | Ida | Vuelta |
| ----------------- | ------------------- | ------ | -------------------- | --- | ------ |
| 6 y 13 de octubre | Juventud Pueyrredón | 1:5    | Juventud (Esperanza) | 0:2 | 1:3    |

|                                          |
|                                          |
| Campeón Juventud (Esperanza) 1.er título |